# جک براونل
جک براونل (انگلیسی: Jack Brownell؛ زادهٔ ۳۰ اوت ۱۹۹۹) بازیکن فوتبال اهل بریتانیا است.
از باشگاه‌هایی که در آن بازی کرده‌است می‌توان به باشگاه فوتبال چسترفیلد اشاره کرد.